# Семафорна вулиця (Київ)
Семафо́рна ву́лиця — вулиця в Дніпровському районі міста Києва, місцевість ДВРЗ. Пролягає від вулиці Василя Вишиваного до тупика.
Прилучається вулиця Макаренка.

## Історія
Вулиця виникла в середині XX століття під назвою Нова. Сучасна назва — з 1957 року.